# Prorocopis acroleuca
Prorocopis acroleuca är en fjärilsart som beskrevs av Turner 1929. Prorocopis acroleuca ingår i släktet Prorocopis och familjen nattflyn. Inga underarter finns listade i Catalogue of Life.